# System Center Configuration Manager
System Center Configuration Manager (ранее — Systems Management Server, SMS) — продукт для управления ИТ-инфраструктурой на основе Microsoft Windows и смежных устройств, один из продуктов семейства Microsoft Intune.
Configuration Manager предоставляет следующие основные возможности: управление обновлениями, развёртывание ПО и операционных систем, интеграция с NAP, инвентаризация аппаратного и программного обеспечения, удалённое управление, управление виртуализированными и мобильными системами на базе Windows.
В SCCM технологии и функциональные возможности, реализованные ранее в SMS, подверглись значительной переработке.

## История версий
- 1994 — Microsoft Systems Management Server 1.0
- 1995 — Microsoft Systems Management Server 1.1
- 1996 — Microsoft Systems Management Server 1.2
- 1999 — Microsoft Systems Management Server 2.0
- 2003 — Microsoft Systems Management Server 2003
- 2007 — System Center Configuration Manager 2007 [Changed from: Microsoft Systems Management Server version 4]
- 2007 — System Center Essential 2007 (комбинация  Microsoft SCOM и SMS серверов)
- 2010 — System Center Essential 2010 (комбинация  Microsoft SCOM и SMS серверов)
- 2012 — System Center 2012 Configuration Manager
- 2019 — Microsoft Endpoint Configuration Manager

### System Center Configuration Manager
Configuration Manager RTM
- Выпущен в сентябре 2007
- Значительное обновление SMS 2003
- Расширенный список возможностей

Service Pack 1
- Выпущен в апреле 2008
- Полная поддержка Windows Server 2008/Vista SP1
- Asset Intelligence 1.5
- Интеграция с Intel vPro

R2
- Выпущен в августе 2008
- Application Virtualization Management
- Интеграция с SQL Reporting Services
- Client Status Reporting
- Интеграция с Forefront Client Security
- Расширение возможностей развертывания ОС

Service Pack 2
- Выпущен в ноябре 2009
- Полная поддержка Windows Server 2008R2/Windows 7
- Поддержка Intel vPro 5й версии
- Обновлён Asset Intelligence

## Функциональные возможности SCCM

### System Center Configuration Manager
- Инвентаризация аппаратных компонентов и программного обеспечения
- Автоматизированное развертывание ПО
- Управление обновлениями ПО
- Мониторинг использования ПО
- Мониторинг конфигураций
- Развертывание операционных систем Microsoft Windows
- Управление мобильными устройствами на базе Windows Mobile и Windows CE
- Удаленное управление
- Управление виртуализированным ПО

### Configuration Manager Service Pack 1
Поддержка Windows Server 2008
- Поддержка планирования, развертывания и управления Windows Server 2008
- Поддержка в качестве системы сайта SCCM

Поддержка Vista SP1
- Поддержка планирования, развертывания и управления Windows Vista Service Pack 1

Asset Intelligence 1.5
- Значительно обновлён
- Изменения в консоли администратора
- Поддержка новых каталогов и лицензий
- Синхронизация с System Center Online

Интеграция с Intel AMT
- Функциональная интеграция с Intel vPro Technology

Инфраструктура для поддержки R2
- Обновлённые компоненты Service Pack 1 содержат основу для развертывания R2

Изменения по заявкам Заказчиков
- Некоторое количество изменений по заявкам Заказчиков

Набор исправлений
- Набор исправлений (Hotfixes)

Выпущено накопительное обновление 3 для System Center Configuration Manager SP1 Накопительное обновление 3 для System Center Configuration Manager 2012 SP1 теперь доступно для загрузки как KB2882125. Это обновление содержит обновлённую версию клиента Endpoint Protection, а также в него добавлена поддержка клиентов Windows 8.1.

### Configuration Manager R2
Управление виртуализованными приложениями
- Интеграция с Microsoft Application Virtualization

Новые возможности OSD
- Поддержка Multicast и «неизвестных» компьютеров

Отчётность о состоянии клиентов
- Сводка по ключевым показателям активности клиентов

Интеграция с SQL Reporting Services
- Миграция встроенных отчётов ConfigMgr на новую платформу

Интеграция с Forefront Client security
- Статус клиентов Forefront через DCM

### Архитектура System Center Configuration Manager
С логической точки зрения все управляемые системы объединяются в сайты (площадки).
Сайты содержат в себе: 
- серверы сайта;
- системы сайта, выполняющие определенные роли по управлению инфраструктурой;
- собственно управляемые клиенты.

Каждый из серверов сайта должен иметь доступ к базе данных Microsoft SQL Server.
Сайты могут подразделяться на административные (Administrative Site), основные (Primary Site) и дополнительные (Secondary Site), в SCCM 2012 все сайты имеют собственную базу данных.
Сайты также образуют иерархию родительских (Parent Site) и дочерних (Child Site). Каждый дочерний сайт имеет только один родительский сайт. Дочерние сайты, в свою очередь, могут иметь свои дочерние сайты и так далее. Вторичные сайты не могут быть родительскими. 